# Steven V. Carter

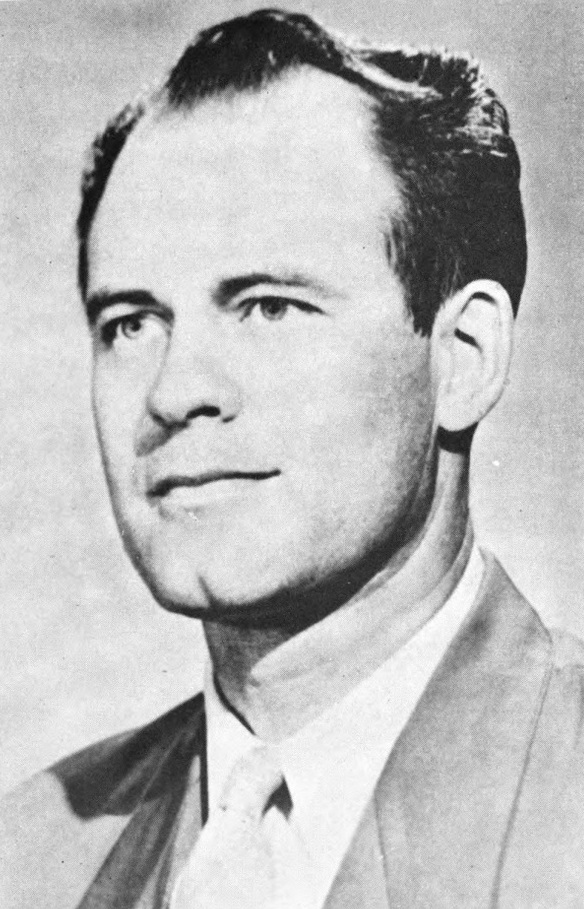
Steven V. Carter

Steven V. Carter (* 8. Oktober 1915 in Carterville, Utah County, Utah; † 4. November 1959 in Bethesda, Maryland) war ein US-amerikanischer Politiker. Zwischen Januar und November 1959 vertrat er den Bundesstaat Iowa im US-Repräsentantenhaus.

## Leben
Im Alter von 14 Jahren kam Steven Carter mit seinen Eltern nach Lamoni im Decatur County in Iowa. Dort besuchte er die öffentlichen Schulen, einschließlich des Graceland College, an dem er im Jahr 1934 graduierte. Danach studierte er bis 1937 an der University of Iowa. Nach einem anschließenden Jurastudium an der gleichen Universität und seiner im Jahr 1939 erfolgten Zulassung als Rechtsanwalt begann er in Leon in seinem neuen Beruf zu arbeiten. Von 1940 bis 1943 war er Bezirksanwalt im Decatur County. Während des Zweiten Weltkrieges war Carter von 1943 bis 1946 Offizier in der US-Marine, wobei er für Nachschub und Materialbeschaffung zuständig war. Er war im pazifischen Raum eingesetzt.
Nach dem Krieg war er von 1946 bis 1948 juristischer Vertreter der Stadt Leon. Politisch war Carter Mitglied der Demokratischen Partei. In den Jahren 1948, 1950 und 1956 kandidierte er jeweils erfolglos für den Kongress. 1958 wurde er dann im vierten Wahlbezirk von Iowa in das US-Repräsentantenhaus in Washington, D.C. gewählt. Dort trat er am 3. Januar 1959 die Nachfolge von Karl M. Le Compte an, gegen den bei in seinen vorherigen Kandidaturen jeweils verloren hatte und der 1958 nicht mehr angetreten war. Steven Carter konnte seine eigentlich bis zum 3. Januar 1961 laufende Legislaturperiode nicht mehr beenden. Nachdem eine frühere Krebserkrankung wieder aufgetreten war, verstarb er am 4. November 1959 im Bethesda Naval Hospital. Nach einer Nachwahl fiel sein Sitz an den Republikaner John Henry Kyl.